# アウトストラーダ A30
アウトストラーダ A30はイタリアのアウトストラーダである。カゼルタとサレルノを接続しており、アウトストラーダ A1のナポリ北本線料金所の少し手前でA1から分岐して始まり、フィシャーノ近郊でアウトストラーダ A2に接続して終わっている。

## 概要
この道路は、片側3車線および緊急車線をもつ上下線分離道路であり、延長は55kmである。経路は直線で平坦である。
この道路はアウトストラーダ A1を、アヴェッリーノ接続路とアウトストラーダ A2に接続することで、ナポリ中心部を回避してバジリカータ州およびカラブリア州との往来を可能とし、また、ノーラ付近でプッリャ州との往来に使われるアウトストラーダ A16と交差する。
サレルノ方面のノーラ17.2km地点とカステル・サン・ジョルジョ42.8km地点の間、および、カゼルタ方面のノチェーラ-パガーニ41.0km地点とA30/A1とのジャンクション1.3km地点の間では速度計測システム(セーフティー・チューター)により走行速度が監視されている。
アウトストラーデ・イタリア株式会社がこの道路を管理している。

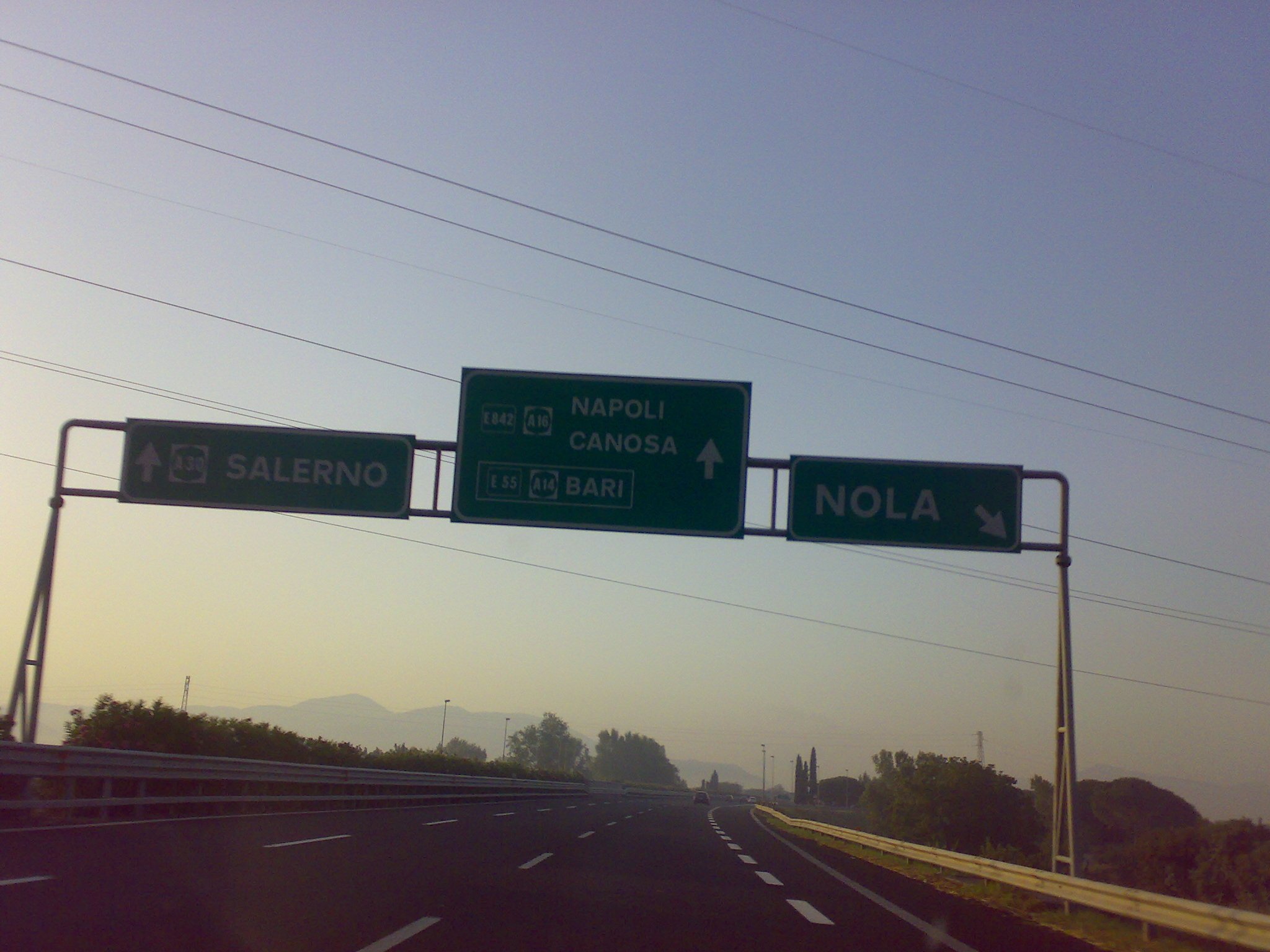
ノーラ出入口

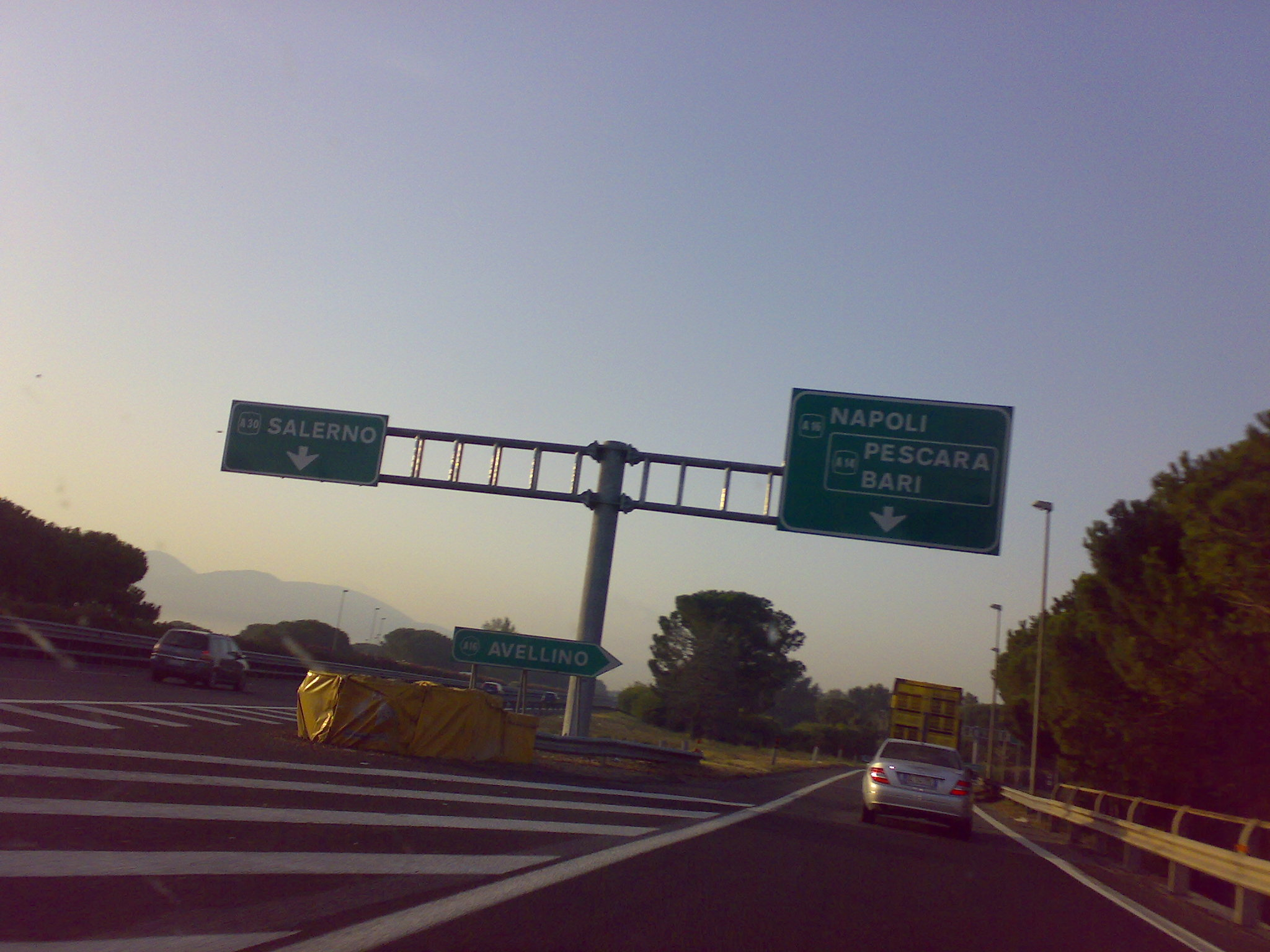
20km地点のA16とのジャンクション部分

## 歴史
この短いアウトストラーダは、平行に走っているアウトストラーダ A3のナポリ-サレルノ区間の混雑を解消するために建設された。A1の最後のサービスエリアの少し南から分岐させることが決められた。カゼルタからノーラまでの最初の20km区間は、1975年7月1日に開通した。
翌年5月5日にサレルノまでの35.4kmが開通した。サルノ高架橋は最初は上下線非分離として開通し、左側の車道は1977年7月に開通した。
この道路は比較的人口の少ない地域を通過しており、最初から3車線及び緊急車線の構成で建設された。ノーラ近くで、A16と交差する。
パルマ・カンパーニア出口で、国道268号と接続路を介して接続し、ヴェスヴィオ山麓の地域を超えたのち、サルノ谷に降りる。フィシャーノのサレルノ大学の近くで、アヴェッリーノ接続路に接続し、道なりにA2につながって終わる。
現在、このアウトストラーダはここで終わっているが、元々はフラッテまで延びてA3とA2に直接接続する計画だった。しかし、ANASはこの最後の15kmを承認せず、フィシャーノとサレルノの間の当時のスーペルストラーダを改良する事を優先させた。上下線分離で2車線および緊急車線の構成への拡幅が進められ、2001年にラッコルド・アウトストラダーレ 2になり、2017年6月にはアウトストラーダ A2の一部になった。
このカゼルタ-サレルノ間のアウトストラーダは地形的な大きな問題なく平地を通っている。このことから特に最初の区間では非常に直線性の高い構造になった。南へ行くと、サレルノ-メルカート・サン・セヴェリーノ料金所の前のカステル・サン・ジョルジョのあとの最後の区間にはふたつのトンネルがある。
ノーラの工業地帯が繁栄しているため、出入口がA16から工業地帯により近いA30に移設された。
近年新たなパルマ・カンパーニア出入り口が完成した。この出入口はヴェスヴィオ山を囲む国道268号につながっているため、ヴェスヴィオ山麓の多くの町をA30につないでいる。さらに、マッダローニ近郊の新たな出入口建設が承認段階である。

## 行程
| CASERTA - SALERNO | |      |      |      |
| 種別              | 方面 | ↓km↓ | ↑km↑ | 地域 |
|                   | Milano - Napoli Caserta - Marcianise - Roma                                                              | 0.0  | 55.0 | CE   |
|                   | "Tre Ponti"サービスエリア                                                                                | 16.1 | 38.4 | NA   |
|                   | Nola Strada statale 7 bis di Terra di Lavoro                                                             | 18.6 | 35.9 | NA   |
|                   | Napoli - Canosa                                                                                          | 19.3 | 34.4 | NA   |
|                   | Palma Campania del Vesuvio San Gennaro Vesuviano - San Giuseppe Vesuviano Strada statale 268 del Vesuvio | 30.2 | 24.4 | NA   |
|                   | "Angioina"サービスエリア カゼルタ方面は閉鎖                                                              | 33.1 | -    | NA   |
|                   | Sarno Striano - Poggiomarino                                                                             | 35.9 | 18.6 | SA   |
|                   | Nocera Inferiore - Pagani                                                                                | 39.7 | 15.1 | SA   |
|                   | Castel San Giorgio                                                                                       | 44.1 | 10.5 | SA   |
|                   | Salerno本線料金所                                                                                        | 49.7 | 5.3  | SA   |
|                   | Mercato San Severino                                                                                     | 51.8 | 3.2  | SA   |
|                   | raccordo di Avellino Fisciano                                                                            | 55.0 | 0.0  | SA   |
|                   | Salerno - Reggio Calabria                                                                                | 55.3 | -0.3 | SA   |